# 拉脱维亚国旗
拉脫維亞國旗 （Latvijas Republikas karogs）是一面由胭脂紅、白、胭脂紅三道橫條組成的旗幟。1921年6月15日被採用為國旗，蘇聯時期取缔。1990年2月27日被重新採用為國旗。

## 历史沿革
根据《利沃尼亚韵律诗编年史》记载的传说，1279年，一支来自采西斯的拉特加尔部落在战斗中使用了红—白—红旗。相传一位受重伤的部落酋长蜷缩在白色床单上，他躺过的部分仍然是白色，但两侧被他的鲜血染红，下一次战斗中，该部落以此床单为战旗；而在这个传说中，该部落在战斗中成功击退了敌人，此后拉特加尔部落就开始使用这种配色的旗帜。
出于这些记载，一些拉脱维亚民族主义人士和组织从19世纪开始使用这类旗帜。1917年，一些让拉脱维亚地区联合起来的活动中也使用了红、白、红的旗帜，而关于旗帜外观方面的争论也随之兴起。5月，在拉脱维亚艺术推广协会的一次会议上，艺术家安西斯·西鲁里斯设计的方案被采纳。该旗连同国徽一起在1921年6月15日由拉脱维亚制宪会议颁布。
1940年6月17日，苏联吞并拉脱维亚，将其变为苏联的加盟共和国，此旗被禁用，在苏联统治时期使用该旗会被追究法律责任。当时使用的国旗则为一面红旗，左上角有LPSR及镰刀锤子图案，1953年又将国旗改为苏联国旗旗面的下部加白、蓝色的水波纹图案。
受戈尔巴乔夫政策的影响，1990年2月15日，象征拉脱维亚民族统一的红、白、红旗再度成为拉脱维亚国旗。

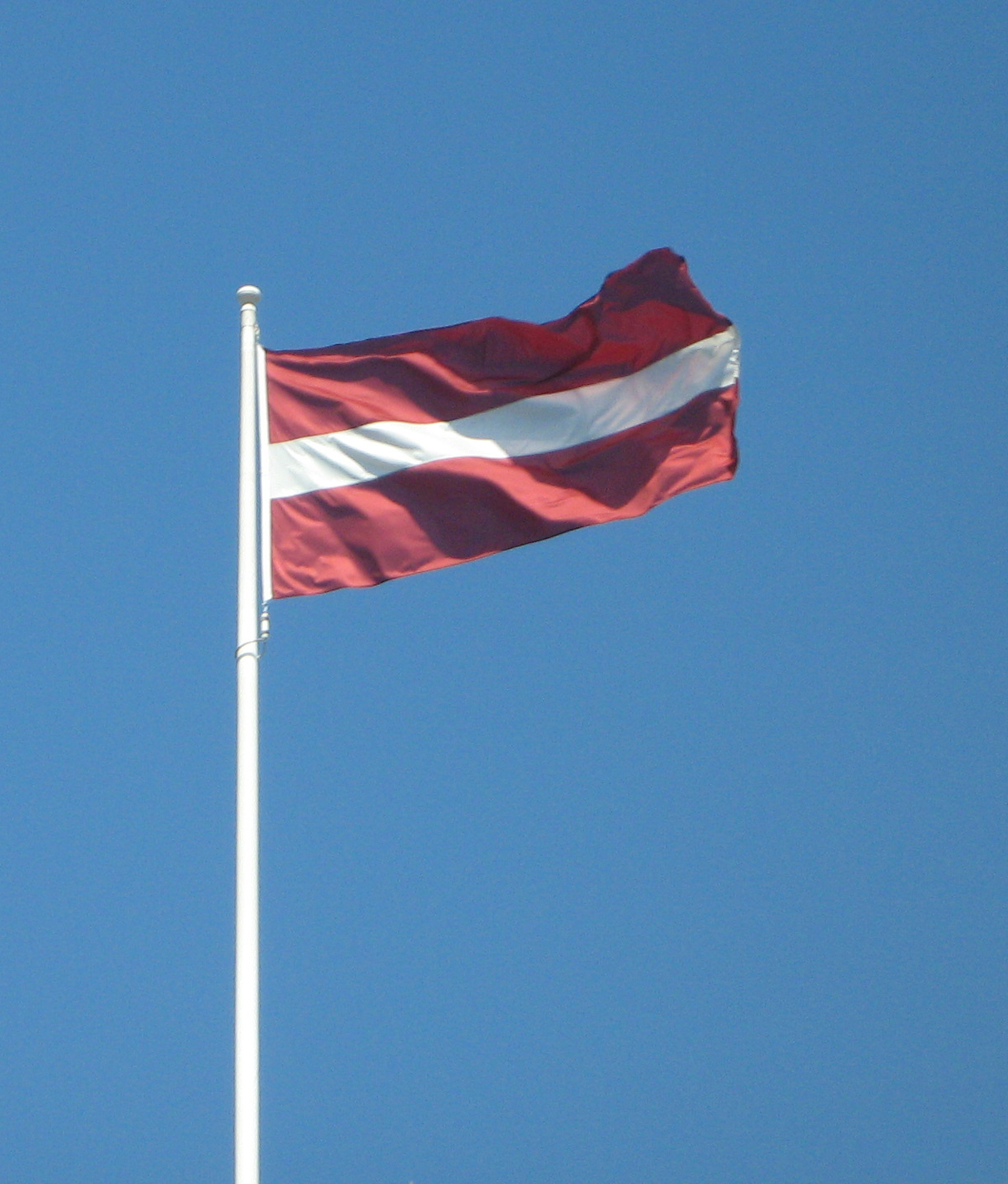
飘扬的拉脱维亚国旗

## 使用旗帜

军舰旗
舰艏旗
总统旗
总理旗
议长旗
国防部长旗

## 建议旗帜

拉脱维亚国旗建议旗帜之一
拉脱维亚国旗建议旗帜之一

## 历代国旗

库尔兰和瑟米利亚公国 1561年—1795年
波罗的联合公国 1918年
拉脱维亚共和国 1918年—1940年
拉脱维亚社会主义苏维埃共和国 1918年—1920年
拉脱维亚苏维埃社会主义共和国 1940年—1953年
拉脱维亚苏维埃社会主义共和国 1953年—1967年
拉脱维亚苏维埃社会主义共和国 1953年—1990年
1990年—至今